# Ramón Cabieses
Ramón Cabieses Alzamora (Valparaíso, 22 de julio de 1814-¿?, 7 de diciembre de 1893) fue un marino chileno.
Sus padres fueron el marino español Manuel Cabieses Álvarez y María Mercedes Alzamora Cantuarias.
Se graduó de la Escuela Naval Arturo Prat en 1838.
Ese mismo año participó como teniente de marina en la guerra contra la Confederación Perú-Boliviana a bordo de la corbeta Libertad, que capturó a la corbeta Socabaya, que quedó bajo su mando. De regreso a Chile, fue ascendido al grado de capitán. Debido a su destacada participación en el combate naval de Casma, mereció una medalla del gobierno de Chile. Fue comandante del queche Magallanes en 1846 y del vapor Cazador desde 1851 hasta 1856, protagonista de una de las mayores tragedias navales ocurridas en Chile.
Tras el trágico naufragio del vapor Cazador se le hizo un consejo de guerra para establecer su responsabilidad en la muerte de más de 450 personas. La opinión pública de ese entonces lo condenó y solo pedía su cabeza, sin embargo gracias a sus influencias, a su destacada participación en las campañas navales anteriores y a que en ese entonces había pocos oficiales que conocieran el litoral sur de Chile, se conmutó su expulsión de la Armada de Chile por la de cartografiar y hacer un levantamiento hidrográfico de la accidentada y peligrosa costa de Chile existente al sur del archipiélago de las Guaitecas, siendo esta misión la que lo haría pasar a la historia naval como uno de los primeros hidrógrafos de Chile. 
Posteriormente, Cabieses fue nombrado gobernador marítimo de Valparaíso, de Iquique y de Talca, respectivamente. Fue mayor general del Departamento de Marina de Valparaíso, comandante de diversas unidades de la Escuadra y comandante de los Arsenales. 
Durante la guerra civil de 1891 participó como miembro de la Junta de Coordinación de la Armada de Chile en el levantamiento que derrocó al presidente José Manuel Balmaceda.